# ويليام بي. براون
ويليام بي. براون (بالإنجليزية: William B. Brown)‏ هو قاضي ومحامي أمريكي، ولد في 10 سبتمبر 1912 في تشيليكوث في الولايات المتحدة، وتوفي بنفس المكان في 24 ديسمبر 1985.